# Serbinai
Serbinai ist ein kleines Dorf der Rajongemeinde Kėdainiai im Bezirk Kaunas,  in Litauen. Es ist Teil des Amtsbezirks Pelėdnagiai und befindet sich auf 54 Metern über dem Meeresspiegel.
Etwa 100 Meter östlich vom Dorf verläuft das nordwestliche Ufer des Sees Labūnavos (Labūnavos tvenkinys). Die nächste größere Stadt ist die Bezirkshauptstadt Kėdainiai etwa 10 Kilometer in nördlicher Richtung. Die nächstgelegene Kleinstadt Labunava liegt etwa 3,5 Kilometer südwestlich. Die Haupteinnahmequelle des Ortes ist die Forst- und Landwirtschaft. Das Dorf hat 40 Einwohner (Stand: 2011).

## Persönlichkeiten
- Valentinas Tamulis (* 1964), Politiker, Bürgermeister von Kėdainiai

## Weblinks

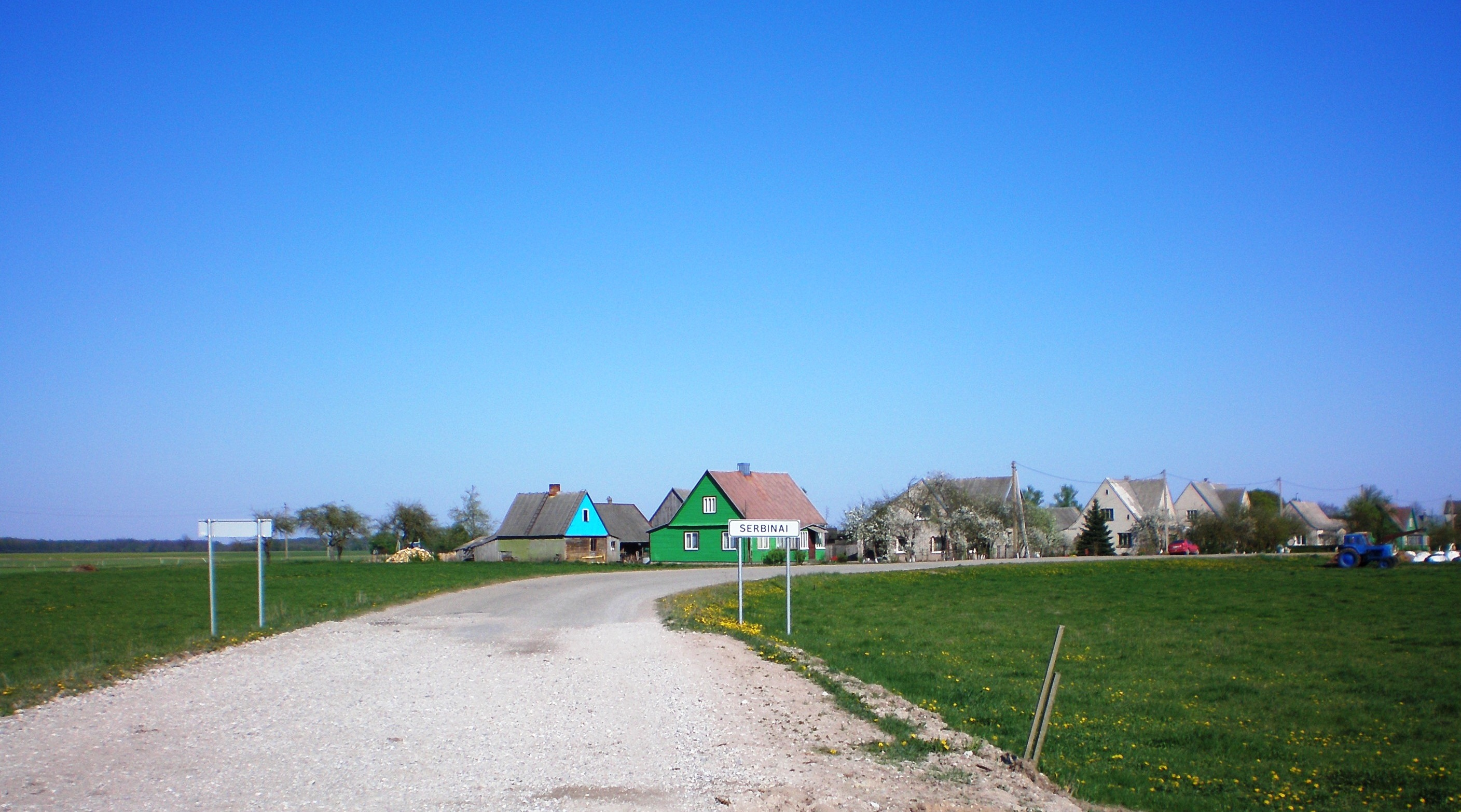
Serbinai